# Werner Maleczek

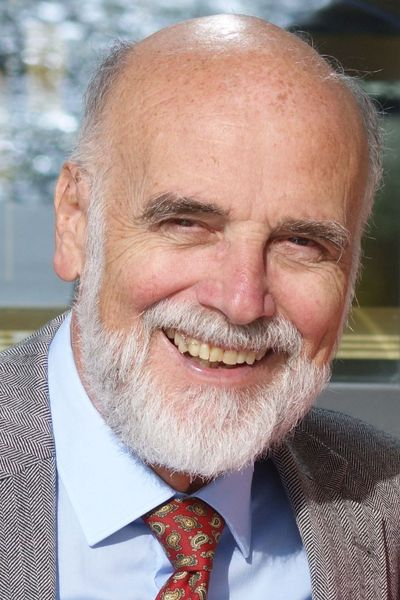
Werner Maleczek auf einer Tagung des Konstanzer Arbeitskreises für mittelalterliche Geschichte (Selbstporträt, Oktober 2017)

Werner Maleczek (* 23. Juli 1944 in Goisern) ist ein österreichischer Historiker. Er lehrte als Professor für die Geschichte des Mittelalters und Historische Hilfswissenschaften an der Universität Graz (1989–1995) und an der Universität Wien (1995–2012). Er gilt als führender Experte für die Kurie des Hoch- und Spätmittelalters.

## Leben und Wirken
Der Sohn eines Gymnasialprofessors und einer Textilzeichnerin wuchs in Innsbruck auf und absolvierte dort die Schule. Die Matura legte er 1962 an einem Gymnasium in Innsbruck ab. Er studierte von Wintersemester 1962/63 bis Sommersemester 1968 die Fächer Geschichte und romanische Philologie an den Universitäten Innsbruck, Wien, Paris. Besonders beeindruckt wurde er von den akademischen Lehrenden Michel Mollat, Bernard Guenée und Robert Delort. Im Jahr 1969 wurde er in Innsbruck bei Karl Pivec sub auspiciis praesidentis rei publicae über Die diplomatischen Beziehungen zwischen Österreich und Frankreich in der Zeit von 1430 bis 1474 promoviert. Von 1968 bis 1971 war er Stipendiat am Österreichischen Kulturinstitut in Rom. Dort widmete er sich der Erforschung des hochmittelalterlichen Papsttums und seiner Quellen, insbesondere über Papst Innozenz III. Von 1971 bis 1989 war er Universitätsassistent an der Universität Innsbruck, unter anderem bei Othmar Hageneder, als dessen Schüler er sich immer empfand. Die Beschäftigung mit Innozenz III. verleitete Maleczek zu Forschungen über das Funktionieren der päpstlichen Herrschaft, die ohne qualifizierte Mitarbeiter an der Kurie nicht möglich wäre. In Innsbruck erfolgte 1978 auch seine Habilitation über die Kardinäle unter Coelestin III. und Innozenz III. und die Erteilung der Lehrbefugnis für die Geschichte des Mittelalters. Im Jahr 1989 wurde er als Nachfolger von Friedrich Hausmann Professor für die Geschichte des Mittelalters und Historische Hilfswissenschaften an der Universität Graz. In Graz beschäftigte er sich mit Themen der steiermärkischen Landesgeschichte. Seit den 1990er Jahren intensivierte er die Erforschung der Ursprünge des Franziskanerordens und seiner Zweige sowie deren prägende Personen. Von 1995 bis zu seiner Emeritierung 2012 lehrte er als Nachfolger von Othmar Hageneder als Professor für mittelalterliche Geschichte und Historische Hilfswissenschaften am Institut für Österreichische Geschichtsforschung der Universität Wien.
Seine Forschungsschwerpunkte sind das Hoch- und Spätmittelalter, die Verfassungsgeschichte, die Kirchengeschichte und die Diplomatik. Maleczek ist seit 1995 Mitglied des Konstanzer Arbeitskreises für mittelalterliche Geschichte. Für den Konstanzer Arbeitskreis organisierte und leitete er im Herbst 2002 und im Frühjahr 2003 zwei Tagungen zu Fragen der politischen Integration im Mittelalter. Die Ergebnisse der Doppeltagung sind 2005 erschienen. Im Frühjahr 2014 organisierte er eine Tagung des Konstanzer Arbeitskreises zum Thema Die römische Kurie und das Geld. Von der Mitte des 12. Jahrhunderts bis zum frühen 14. Jahrhundert. Bis dahin mangelte es an Untersuchungen zur Geschichte des Papsttums im Mittelalter, die auch die wirtschaftliche Seite und die Finanzierung der Zentrale der lateinischen Christenheit gebührend berücksichtigten. Die Beiträge wurden 2018 von ihm herausgegeben.
Seit 1996 ist er Mitglied der Zentraldirektion der Monumenta Germaniae Historica, seit 1997 Mitglied der Società internazionale di Studi francescani und seit 2007 Mitglied des Pontificio Comitato di Scienze Storiche. Maleczek war langjähriges Mitglied der Vereinigung für Verfassungsgeschichte, seine Darstellung über Petrus Capuanus brachte ihm die Ehrenmitgliedschaft beim Centro di cultura e storia Amalfitana ein.
Neben seiner wissenschaftlichen Tätigkeit ist er ein passionierter Fotograf. In den vergangenen Jahrzehnten hat er zahlreiche Aufnahmen von Historikern gemacht, die zum Großteil während der Tagungen auf der Reichenau, zum Teil auch auf anderen Tagungen und sonstigen Zusammentreffen entstanden sind.

## Schriften (Auswahl)
Monografien
- Petrus Capuanus. Kardinal, Legat am 4. Kreuzzug, Theologe (= Publikationen des Historischen Institutes beim Österreichischen Kulturforum in Rom. Band 8). Verlag der Österreichischen Akademie der Wissenschaften, Wien 1988, ISBN 3-7001-1308-0.
- Papst und Kardinalskolleg von 1191 bis 1216. Die Kardinäle unter Coelestin III. und Innocenz III. (= Publikationen des Historischen Institutes beim Österreichischen Kulturforum in Rom. Band 6). Verlag der Österreichischen Akademie der Wissenschaften, Wien 1984, ISBN 3-7001-0660-2.

Herausgeberschaften
- Die römische Kurie und das Geld. Von der Mitte des 12. Jahrhunderts bis zum frühen 14. Jahrhundert (= Vorträge und Forschungen. Band 85). Thorbecke, Ostfildern 2018, ISBN 978-3-7995-6885-2 (Digitalisat).
- Urkunden und ihre Erforschung. Zum Gedenken an Heinrich Appelt (= Veröffentlichungen des Instituts für Österreichische Geschichtsforschung. Band 62). Böhlau, Wien 2014, ISBN 978-3-205-78949-9.
- Fragen der politischen Integration im mittelalterlichen Europa (= Vorträge und Forschungen. Band 63). Thorbecke, Ostfildern 2005, ISBN 3-7995-6863-8 (online).